# Qojūr
Qojūr (persiska: قجور, قوجِر, قُجِر, قُجَر, خُجَر) är en ort i Iran.   Den ligger i provinsen Kurdistan, i den nordvästra delen av landet, 400 km väster om huvudstaden Teheran. Qojūr ligger 1 937 meter över havet och antalet invånare är 708.
Terrängen runt Qojūr är lite kuperad. Runt Qojūr är det ganska glesbefolkat, med 28 invånare per kvadratkilometer. Närmaste större samhälle är Bāyanchūb, 19,5 km söder om Qojūr. Trakten runt Qojūr består i huvudsak av gräsmarker.